# モンゴル国の鉄道
モンゴルの鉄道（もんごるのてつどう）では、モンゴル国における鉄道のことをいう。

## 概要

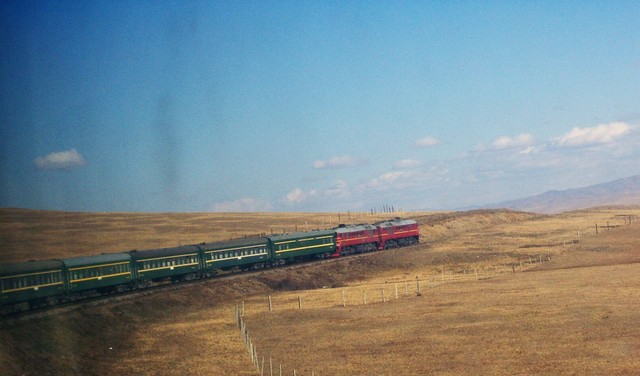
ゴビ砂漠を行く列車

モンゴル国における鉄道は1949年に創立されたロシア政府モンゴル政府共に50%出資による公社のウランバートル鉄道(UR)によって運行されている。その初めとなるものは1938年に首都ウランバートルから炭鉱のあるナライフまで43kmを750mm軌間（ナローゲージ）により開通した鉄道で、その後1951年にソビエト連邦の支援を受け、中華人民共和国内モンゴル自治区のエレンホトからソビエト連邦のナウシキ（ロシア・ブリヤート共和国）まで1113kmの南北縦断鉄道を完成させた。この南北縦断線はソ連側のゲージ、1520mmを採用しており、中国からロシアを通ってヨーロッパへ行く直通列車はエレン駅で台車交換を行っている。当初は中ソ蒙の友好で建設されたために1520mmでゲージは統一していたが、後の中ソ対立の影響で1965年10月に中国側が標準軌の1435mmに改軌した。しかし、ソビエト連邦の崩壊後は中国がモンゴル最大の貿易相手国になったことも受け、2014年10月にはモンゴル政府が提案したタバントルゴイのUkhaa Khudagとオユトルゴイ鉱山と中国国境のGashuun Sukhaitを標準軌で結ぶ全長240kmの鉄道建設を議会が可決している。

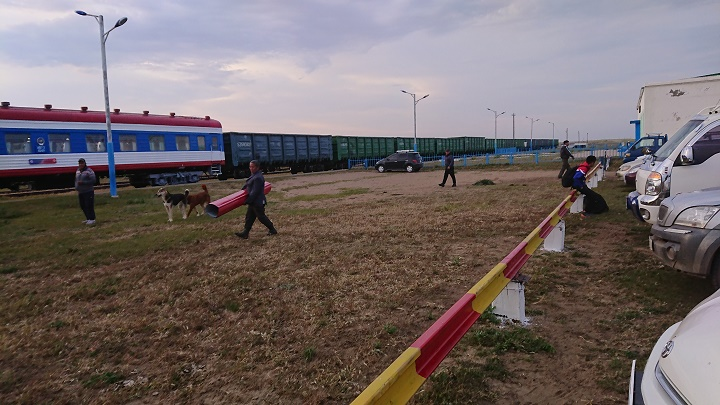
東部貨物線エレンツァブ駅に到着したチョイバルサンからの列車

現在では南北縦断線とその支線、さらにモンゴル国北東部のシベリア鉄道の支線をソロベニスクからモンゴル国内まで延長させる形で建設された貨物鉄道線を合わせ、1800km超の路線を保有している。
同国では旅客・貨物ともに鉄道が最重要な輸送手段となっており、特に貨物のシェアは96%にもなっている。しかし、社会主義経済の停滞による混乱などから整備は行き届いておらず、設備の多くが老朽化して災害などによる運休も多発しており、現在、韓国の支援を受けて近代化を計画している。日本はJICA（国際協力機構）を通じて鉄道輸送力整備事業を2度にわたって実施、軌道や車両、修理工場、通信施設などの整備や更新を支援している。

## 輸送形態
本線ではロシア・中国両方向に国際列車が運行されており、中国の鉄道・モンゴルの鉄道そしてシベリア鉄道を経由して、北京〜モスクワ間7,826kmを運行するK3/4次列車も設定されている。なお、最も乗降客の多いウランバートルの中央駅でも、一日の発着旅客列車の本数は20本にも満たず、貨物列車も十数本のため、列車本数はさほど多いとはいえない。

## 事業者
- ウランバートル鉄道（英語版）（UBTZ）（Улаанбаатар төмөр зам）
- モンゴル鉄道（MTZ）（Монголын төмөр зам）

## 主な路線
- モンゴル縦貫鉄道 - ロシア国境スフバートルから首都ウランバートルを通り、中国国境ザミンウードに至る主要路線。
- 東部貨物線 - 東部チョイバルサンからエレーンツァブ（英語版）へ至り、国境を越え、シベリア鉄道の支線を経てボルジャにてシベリア鉄道に接続する。1939年に開通。旅客列車は、モンゴル国内のみ混合列車（貨物列車に客車を１両連結）として週２往復ある（2018年９月現在）。

モンゴルの鉄道網

## 隣接国との鉄道接続状況
- ロシア - 接続あり
- 中華人民共和国 - 接続あり